# Dicranota (Plectromyia) acuminata
Dicranota (Plectromyia) acuminata is een tweevleugelige uit de familie Pediciidae. De soort komt voor in het Palearctisch gebied.